# Абудрамае Бамба
Абудрамае Бамба (роден 26 октомври в Абиджан) е котдивоарски футболист, който играе като нападател.

## Кариера
През септември 2008 г., Бамба подписва 2-годишен договор с Черноморец (Бургас). На 13 ноември 2008 г. вкарва първия си гол за отбора срещу ПФК Родопа (Смолян) в турнира за купата на България. След като не успява да се наложи като титуляр за „акулите“ подписва с Локомотив Мездра през януари 2009 г. На 23 март записва дебют и гол за новия си отбор. На 23 май записва хеттрик срещу ПФК Беласица (Петрич) и така става вторият африкански футболист, който го постига в А ПФГ след Айзък Куоки. Напуска отбора от Мездра през лятото на 2010 г., поради финансовата криза налегнала клуба.